# Суктын (станция метро)
«Суктын» (кор. 숙등역) — подземная станция Пусанского метро на Третьей линии. Она представлена двумя боковыми платформами. Станция обслуживается Пусанской транспортной корпорацией. Расположена в квартале Токчхон-дон (379-9 Deokcheon 1(il)-dong) административного района Пукку города Пусан (Республика Корея). На станции установлены платформенные раздвижные двери.
Станция была открыта 28 ноября 2005 года.
Открытие станции было совмещено с открытием всей Третьей линии, длиной 18,3 км, и еще 16 станций.